# سياسة جبل طارق
تجري سياسة جبل طارق في إطار من إقليم برلماني ديمقراطي تمثيلي لمنطقة ما وراء البحار البريطانية، حيث تكون الملكية البريطانية هي الرئيس الدستوري للدولة التي يمثلها حاكم جبل طارق. رئيس وزراء جبل طارق هو رئيس الحكومة. إن حكومة جبل طارق بوصفها إقليمًا بريطانيًا من أقاليم ما وراء البحار، ليست تابعة لحكومة المملكة المتحدة. مع ذلك، فإن الحكومة البريطانية هي المسؤولة عن الدفاع عنها وعن شؤونها الخارجية، على الرغم من كون حكومة جبل طارق حكومة ذاتية كاملة بموجب دستورها لعام 2006.
تواصل حكومة اسبانيا مطالبتها الإقليمية بالسيادة على جبل طارق، والتي تنازلت عنها إلى الأبد لصالح التاج البريطاني في عام 1713 بموجب المادة العاشرة من معاهدة أوترخت. في استفتاء أجري في عام 2002، رفض الناخبون في جبل طارق بأغلبية ساحقة اقتراحًا بالسيادة المشتركة بنسبة وصلت إلى 98.97%. تظل قضية السياسة عاملًا مهمًا في السياسة المحلية.
يحتوي جبل طارق على عدد من الأحزاب السياسة التي تطورت لمعالجة القضايا المحلية. تنص مقدمة دستور عام 2006 المكررة من دستور عام 1969 على ما يلي «لن تدخل حكومة صاحبة الجلالة أبدًا في ترتيبات يصبح بموجبها شعب جبل طارق خاضعًا لسيادة دولة أخرى ضد رغباته المعرب عنها بحرية وبطريقة ديمقراطية».

## السلطة التنفيذية
وبكونها تابعة لأقاليم ما وراء البحار البريطانية، فإن الملكة إليزابيث الثانية هي رئيسة الدولة، ويمثلها حاكم جبل طارق. تحتفظ بريطانيا بمسؤولية الدفاع عنها وعن علاقاتها الخارجية والأمن الداخلي والاستقرار المالي.
| المكتب       | الاسم                   | الحزب                                             | منذ               |
| الملكية      | الملكة إليزابيث الثانية | غير متوفر                                         | 6 فبراير عام 1952 |
| الحاكم       | السير دايفيد ستيل       | غير متوفر                                         | يونيو 2020        |
| رئيس الوزراء | فابيانو بيكاردو         | حزب جبل طارق العمالي الاشتراكي/ تحالف الليبراليين | 9 ديسمبر 2011     |

## الحكومة
تنتخب حكومة جبل طارق لمدة أربع سنوات. رئيس الحكومة هو رئيس الوزراء، وهو حاليًا معالي رئيس الوزراء فابيان بيكاردو من حزب العمال الاشتراكي لجبل طارق، الذي تولى منصبه منذ 9 ديسمبر من عام 2011، في تحالف مع الحزب الليبرالي لجبل طارق (الليبراليون)، بعد الانتخابات العامة لعام 2011. زعيم المعارضة هو فخامة السيد دانيال فيثام من حزب الديمقراطيين الاشتراكيين منذ عام 2013.
| الاسم                                           | الحزب                          | الدور الوزاري                                               | المسؤوليات |
| فخامة السيد فابيان بيكاردو، عضو في البرلمان     | رئيس الوزراء                   | حزب جبل طارق العمالي الاشتراكي                              | - الاقتصاد والتمويل - جبل طارق 2025 - تقانة المعلومات، الحكومة الإلكترونية والتجارة الالكترونية - الوضع الشخصي بما في ذلك الهجرة والإقامة والتبني - الاتحاد الأوروبي والمعاهدات الدولية (بما في ذلك نقل التوجيهات) - الانتخابات - العلاقات الصناعية - البث ووسائل الإعلام - الخدمة المدنية والقطاع العام ككل - الجمارك - السيطرة على المخدرات (بما في ذلك إعادة تأهيل متعاطي المخدرات ومن ضمنها تحمل مسؤولية مزرعة بروس) - إدارة الدوائر الحكومية المكلفة بما سبق ذكره - المسؤولية العامة عن الإشراف على الدوائر الحكومية والإدارة العامة |
| الحزب الليبرالي لجبل طارق                       | نائب رئيس الوزراء              |                                                             | - مساعدة رئيس الوزراء في ممارسة مسؤوليته العامة عن الإدارات الحكومية والإدارة العامة والإشراف عليها - التنسيق الوزاري وتنفيذ البيان وممارسة الضغط السياسي الدولي (بما في ذلك المسؤولية عن مكتب جبل طارق في لندن وغيره من المكاتب التمثيلية) - الشؤون الأوروبية والممارسة السياسية (بما في ذلك مكتب جبل طارق في بروكسل) - تعزيز الحق في تقرير المصير والاتصال بالأمم المتحدة - مشاريع الحكومة والأراضي والتجديد الحضري والإصلاح السياسي والديمقراطي والمدني - الطيران المدني - المعلومات - إدارة الدوائر الحكومية المكلفة بما سبق ذكره     |
| فخامة جون كورتيس، عضو في البرلمان               | حزب جبل طارق العمالي الاشتراكي | وزير الصحة والبيئة وتغير المناخ                             | - الصحة - كبار السن - البيئة والمناطق الخضراء - تغير المناخ - محمية جبل طارق الطبيعية - الصحة العامة - الصحة البيئية - مخططات التجديد الحضري - المرافق بما في ذلك جمع النفايات والتخلص منها - إدارة الدوائر الحكومية المسؤولة عما سبق |
| فخامة السيدة سمانثا ساكرامينتو، عضو في البرلمان | حزب جبل طارق العمالي الاشتراكي | وزيرة السياحة والخدمات الاجتماعية والمساواة والإسكان        | - الإسكان بما في ذلك وكالة الإسكان والمساواة والأقليات وذويي الاحتياجات الخاصة والخدمات الاجتماعية - السياحة (بما في ذلك نقاط الدخول السياحي لجبل طارق) - إدارة الدوائر الحكومية المكلفة بما سبق |
| فخامة السيد غيلبيرت ليكودي، عضو في البرلمان     | حزب جبل طارق العمالي الاشتراكي | وزير التعليم والعدل والتبادل الدولي للمعلومات               | - تنسيق التبادل الدولي للمعلومات - العدل بما في ذلك: - النظام القانوني - دائرة مراقبة السلوك - المحاكم - خطة الخدمة المجتمعية - الوصول إلى المساعدة/ العدالة القانونية - المساعدة - إصلاح القوانين - نشر القوانين - قضايا الشرطة/ الجريمة/ القانون والنظام - السجن - المساعدة القانونية الدولية - صياغة القوانين - حالات الطوارئ المدنية - خدمات الإنقاذ والحرائق في جبل طارق - مركز الإطفاء والإنقاذ - التعليم - إدارة الدوائر الحكومية المكلفة بما سبق ذكره                                                                             |
| فخامة السيد جو بوسانو، عضو في البرلمان          | حزب جبل طارق العمالي الاشتراكي | وزير التنمية الاقتصادية والاتصالات وبنك الإدخار في جبل طارق | - التنمية الاقتصادية والاستثمار الداخلي - التجارة الدولية - الاتصالات السلكية واللاسلكية - المؤسسة - مصرف جبل طارق للإدخار - إدارة الدوائر الحكومية المكلفة بما سبق ذكره |
| فخامة السيد نيل كوستا، عضو في البرلمان          | الحزب الليبرالي في جبل طارق    | وزير العمل والعمالة                                         | - العمالة والعمل - الضمان الاجتماعي - المحاكم الاقتصادية (بما في ذلك الإصلاح) - الصحة والسلامة - شؤون المستهلكين - الشؤون التجارية |
| فخامة السيد بول بابلان، عضو في البرلمان         | حزب جبل طارق الاشتراكي العمالي | وزير النقل والمرور والخدمات التقنية                         | - التخطيط والخدمات التقنية - الميناء - مركبات الخدمة العامة - النقل العام - المرور - مواقف السيارات - الطرق - الترخيص والمركبات - تنفيذ الخطة المستدامة لحركة المرور والنقل - مساعدة رئيس الوزراء في تنفيذ مشروع بطاقة التعريف الذكية - إدارة الدوائر الحكومية المكلفة بما سبق ذكره |
| فخامة السيد ستيفن ليناريس، عضو في البرلمان      | الحزب الليبرالي في جبل طارق    | وزير الرياضة والثقافة والتراث والشباب                       | - الرياضة والترفيه - الثقافة - التراث - الشباب - الحقوق المدنية (بما في ذلك إسداء المشورة للمواطنين، وأمين المظالم وحماية المستهلك وحماية البيانات) - إدارة الدوائر الحكومية المكلفة بما سبق ذكره |
| فخامة السيد ألبرت إيسولا، عضو في البرلمان       | حزب جبل طارق العمالي الاجتماعي | وزير الخدمات المالية والمقامرة                              | - الخدمات المالية - المقامرة - الخدمات - الخدمات البحرية بما في ذلك تسجيل السفن واليخوت - إدارة الدوائر الحكومية المكلفة بما سبق ذكره |